# MSH 11-62
MSH 11-62, también llamado SNR G291.0-00.1, 1E 1109.7-6023 y AJG 10, es un resto de supernova situado en la constelación de Carina.

## Morfología
Las observaciones en banda de radio de MSH 11-62 revelan una estructura central en forma de barra cuyo espectro de radio es similar a los observados en nebulosas de viento de púlsar o pleriones (PWN). Las medidas de polarización a 5 y 8,4 GHz indican que el campo magnético en la región central de este resto de supernova está alineado con el eje longitudinal de la barra.
Las imágenes de rayos X de MSH 11-62 revelan un espectro que como mejor se describe es por una combinación de modelos térmicos y no térmicos. Las observaciones sugieren un sistema relativamente joven que se expande en una región de baja densidad. La emisión de rayos X duros está espacialmente concentrada en la región central, proporcionando también evidencia de la presencia de un plerión dentro del remanente.
Hasta el momento no se ha podido detectar ningún púlsar de radio asociado a MSH 11-62. No obstante, las observaciones del telescopio Chandra revelan una fuente compacta de rayos X —CXOU J111148.6−603926— que probablemente es el equivalente del púlsar en esta región del espectro.
Asimismo, observaciones con el telescopio Fermi revelan una emisión de rayos gamma desde MSH 11-62 que también pueden provenir del púlsar.

## Edad y distancia
MSH 11-62 es un resto de supernova joven con una edad estimada de 1200 o 1300 años.
Por otra parte, la distancia a la que se encuentra no es bien conocida. Los límites de absorción de H I indican una distancia superior a 3500 pársecs, siendo 5000 pársecs la distancia más aceptada para este resto de supernova.